# Schoolcomplex Wingerdweg
Het schoolcomplex aan de Wingerdweg en Buiksloterweg bestond uit een reeks gebouwen ingeklemd tussen die twee straten in Amsterdam-Noord.
Het complex werd in de jaren twintig gebouwd naar aanleiding van de snel groeiende bevolking in dat deel van Amsterdam-Noord. Er verschenen in korte periode een gewone lagere school (openbaar) en rooms katholieke meisjesschool, een rooms-katholieke jongensschool, een bijzondere lagere school (voor gehandicapte kinderen), een school voor voorbereidend onderwijs en uitgebreid lagere school. Het geheel lag ten noordoosten van de Sint-Rosaklooster in Noord. De eerste en laatste drie staan op één bestektekening vermeld, toch zijn ze gezien de verschillende bouwstijlen waarschijnlijk niet van een hand. De Publieke Werken hadden toen diverse architecten in dienst, waarbij niet altijd werd vastgelegd wie wat ontworpen had.
Van de zes gebouwen heeft slechts één de 21e eeuw gehaald:
- de gewone lagere school was een dubbele lagere school; het gebouw staat nog steeds aan de Wingerdweg 28-34 en is gemeentelijk monument; architect was Lansdorp
- de rooms-katholieke meisjesschool Sint-Rosa werd tijdens de Tweede Wereldoorlog getroffen tijdens een bombardement, hersteld en stond nog enige tijd bekend als de Katholieke MAVO Noord; architect was Alexander Kropholler, vermoedelijk gesloopt begin jaren negentig; in de 21e eeuw staan hier nieuwbouwwoningen
- de rooms-katholieke jongensschool Sint Vincentius, later opgegaan in de St. Rosaschool, architect was Alexander Kropholler; vermoedelijk gesloopt begin jaren negentig; in de 21e eeuw staan hier nieuwbouwwoningen
- wat er met de bijzondere lagere school (BIOS, in 1928 nog aangeduid als School voor achterlijke kinderen) is gebeurd is onbekend;
- hetzelfde geldt voor de school met voorbereidend onderwijs, Wayenburgschool
- de uitgebreid lagere school, Adama van Scheltemaschool, vernoemd naar dichter Carel Steven Adama van Scheltema werd inclusief een in 1932 aangebrachte plaquette eveneens getroffen door een bombardement in 1943, maar werd niet herbouwd; de betonplaten fundering werd in 1953 het fundament van de glasblaasschool, omgedoopt tot Werkplaats Noord en weer later tot Sociale Werkvoorziening (gesloopt in 1989)

De laatste drie scholen stonden op één terrein met een binnenplaats als gezamenlijke speelplaats.

## Afbeeldingen

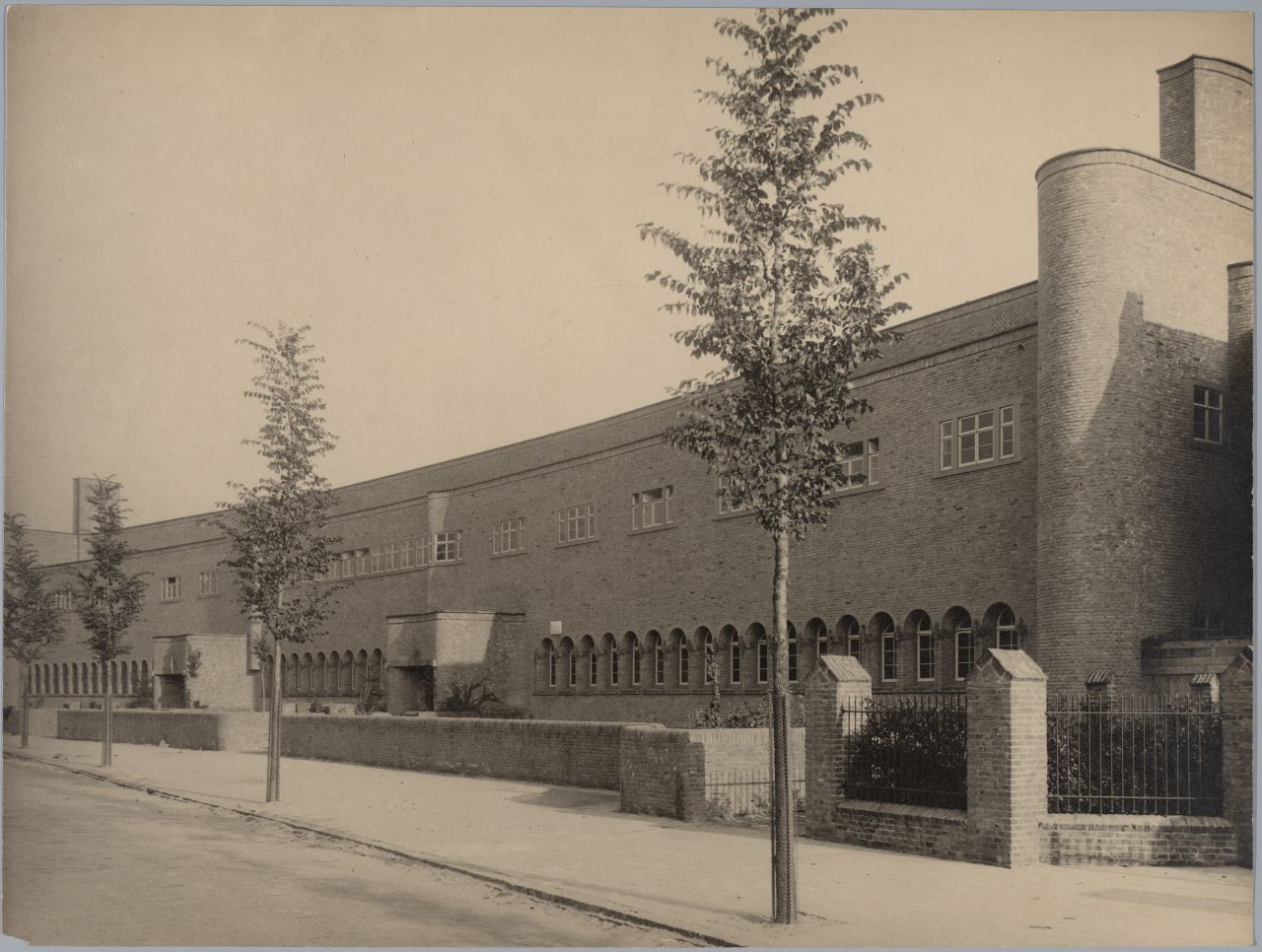
De school van Nicolaas Lansdorp, (1926) nog bestaand
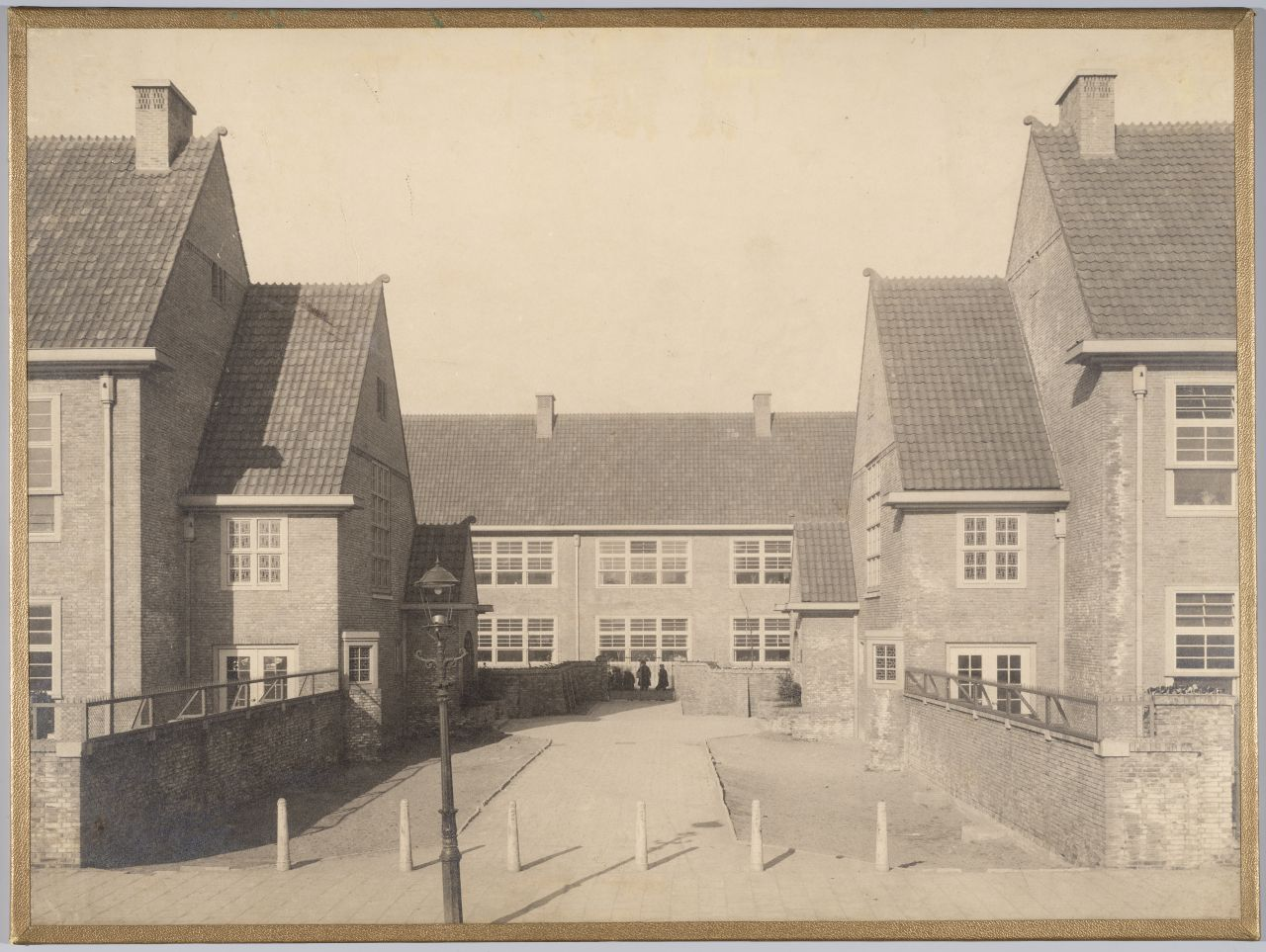
Links school voor voortgezet onderwijs, rechts uitgebreid lagere school, achter school bijzonder onderwijs (1926)